# 田禾
田禾（1962年7月—），男，汉族，籍贯江苏常熟，生于新疆乌鲁木齐，中国精细化工专家。华东理工大学教授。

## 生平
1962年生于新疆乌鲁木齐，籍贯江苏常熟。1982年7月毕业于南京理工大学化学化工学院，1986年7月和1989年1月在华东理工大学先后获硕士学位和工学博士学位;1991年至1993年在德国锡根大学化学系从事博士后研究。

## 奖项和荣誉
2011年当选为中国科学院院士。2013年当选为发展中国家科学院院士。2020年獲得2019年度上海市科学技术奖科技功臣奖。

## 社会兼职
现任国际学术刊物DyesandPigments主编。